# فریتز کوبرت (بازیکن فوتبال، زاده ۱۹۳۹)
فریتز کوبرت (انگلیسی: Fritz Kübert; ۸ دسامبر ۱۹۳۹ – ۱ سپتامبر ۱۹۹۷) بازیکن فوتبال اهل آلمان بود.
از باشگاه‌هایی که در آن بازی کرده‌است می‌توان به باشگاه فوتبال آینتراخت فرانکفورت اشاره کرد.